# Les Clefs
Les Clefs é uma comuna francesa na região administrativa de Auvérnia-Ródano-Alpes, no departamento da Alta Saboia. Estende-se por uma área de 18.47 km². Em 2010 a comuna tinha 674 habitantes (densidade: 36,5 hab./km²).